# Yo (app)
Yo é um aplicativo móvel social para iOS, Android e anteriormente também para Windows Phone. Inicialmente, a única função do aplicativo era enviar aos amigos do usuário a palavra "yo" como uma notificação de texto e áudio  mas ela foi atualizada para permitir aos usuários anexar links e localização aos seus "Yo".

## História
Yo foi criado pelo desenvolvedor israelense Or Arbel em oito horas, a pedido de Moshe Hogeg, CEO da Mobli, que pediu à Arbel para projetar um aplicativo de botão único para enviar uma notificação a sua assistente ou esposa. Foi lançado no dia da mentira de 2014 para Android e iOS , embora inicialmente tenha sido rejeitado pela Apple por ser muito simples. O aplicativo foi compartilhado apenas com os funcionários da Mobli para iniciar, no entanto, 20.000 pessoas estavam usando o aplicativo no primeiro mês após o lançamento. O aplicativo foi compartilhado no Product Huntsite, através do qual explodiu em popularidade. Após um amplo interesse dos investidores, o aplicativo recebeu US $ 1 milhão em investimentos, inclusive do próprio Hogeg.
Em julho de 2014, o aplicativo também foi lançado para o Windows Phone. O aplicativo foi avaliado entre US$ 5 e US$ 10 milhões no mesmo mês e recebeu mais US$ 1,5 milhão em financiamento.
Em 2016, a empresa Yo fechou. A Arbel e outros funcionários passaram a outros trabalhos, e a Arbel descreveu o aplicativo como sendo executado no "piloto automático". A Arbel abriu uma conta no Patreon para continuar financiando a manutenção do aplicativo em 2018.

## Recursos
O aplicativo permite que os usuários enviem notificações individuais para outros usuários, simplesmente contendo a palavra "Yo". Os usuários também podem enviar sua localização. Você é uma opção para o serviço IFTTT.
O aplicativo possui uma API, que permite que desenvolvedores e marcas enviem um ioiô a grupos de usuários, como quando a Copa do Mundo enviava um ioiô toda vez que um gol era marcado. FedEx criou um serviço usando o aplicativo através do qual os usuários podiam receber um Yo quando sua encomenda estava sendo entregue.